# Onán Barreiros
Onán Barreiros Rodríguez (Las Palmas de Gran Canaria, 3 novembre 1981) è un velista spagnolo.
Specializzato nella classe 470, ha partecipato, assieme al connazionale Aarón Sarmiento, ai Giochi di Pechino 2008 e di Londra 2012, raggiungendo rispettivamente il 5º ed 11º posto.